# Долма, Церинг
Церинг Долма (1919 — 21 ноября 1964) — знаменита тем, что основала некоммерческую организацию беженцев «Тибетские детские деревни». Старшая сестра 14-го Далай-ламы, Тедзина Гьяцо.

## Биография
Церинг Долма была старшей дочерью в семье фермеров и торговцев лошадьми из деревни Такцер. Работала акушеркой у своей матери во время рождения 14-го Далай-ламы в 1935 году, на тот момент ей было всего 16 лет.
В 1937 году вышла замуж за Пунцока Таши Такла, тибетского политика, и в 1940 году они переехали в Лхасу. Она входила в состав тибетской делегации в Индии, которая встречалась с Джавахарлалом Неру в 1950 году, а также была частью делегации в Пекине на встрече с Мао Цзэдуном и со Всекитайским собранием народных представителей в 1954 году.
Во время Тибетского восстания 1959 года бежала из Тибета в Индию вместе со своим братом и другими тибетцами при поддержке Центра специальных операций ЦРУ.
После побега она основала организацию «Тибетские детские деревни», которые помогали в строительстве и содержании лагерей для детей-беженцев в Дхарамсале. Там она также работала с волонтерами из Международной гражданской службы (англ. Service Civil International).